# سوق تلاتاء الغرب المركز (سوق الثلاثاء)
سوق تلاتاء الغرب المركز هي إحدى مشيخات المملكة المغربية، تتبع جغرافيا لإقليم القنيطرة وإداريًا لسوق الثلاثاء. يقدر عدد سكانها بـ 7315 نسمة حسب الإحصاء الرسمي للسكان والسكنى لسنة 2004.